# Burg Erneck
Die Burg Erneck ist eine abgegangene Höhenburg bei Ernegg, einem Ortsteil der Gemeinde Ering im Landkreis Rottal-Inn in Niederbayern. Von der ehemaligen Burg des Hochstifts Bamberg haben sich heute nur noch wenige Reste u. a. die Burggräben erhalten. Die Stelle ist als Bodendenkmal Nummer D-2-7645-0145 „Burgstall des hohen und späten Mittelalters (Erneck)“ geschützt.

## Geographische Lage
Die heute völlig bewaldete Burgstelle befindet sich in rund 430 m ü. NHN Höhe auf einem nach Osten gerichteten Geländesporn, der an seiner Südseite vom breiten Tal des Inns, der hier auch die Grenze zu Österreich markiert, gebildet wird. An seiner Spitze im Osten sowie an seiner Nordseite wird dieser Sporn durch ein steil und tief eingegrabenes Kerbtal, das den Sporn vom benachbarten Eichberg trennt und durch das auch die Landkreisgrenze zwischen Rottal-Inn und Passau verläuft, begrenzt. Westlich der Burgstelle liegt der Weiler Ernegg, anschließend steigt das Gelände leicht bis zum 477 m ü. NHN hohen Tannenberg an.

## Geschichte
Die Herrschaft Ering-Erneck ist auf dem Boden des Hochstifts Bamberg entstanden. Zuerst waren die Herren von Kamm (Chambe) Inhaber der Vogtei über Ering. Nachfolger auf Ering-Erneck waren die Grafen von Hals. Aufgrund von Schulden mussten die Grafen von Hals diese Herrschaft 1320 an die Puchberger verpfänden. Allerdings konnten sie das Pfand bald wieder einlösen. Die Burg Erneck wurde 1330 erstürmt und niedergebrannt, danach wieder aufgebaut. Nach dem Aussterben der Halser im Jahre 1375 mit Leopold von Hals kam die Herrschaft an Landgraf Johann von  Leuchtenberg. Diese setzten hier Pfleger ein, die auf der Burg Erneck saßen. 1377 ging die Herrschaft Ering-Erneck auf dem Kaufweg an die bayerischen Herzöge über.

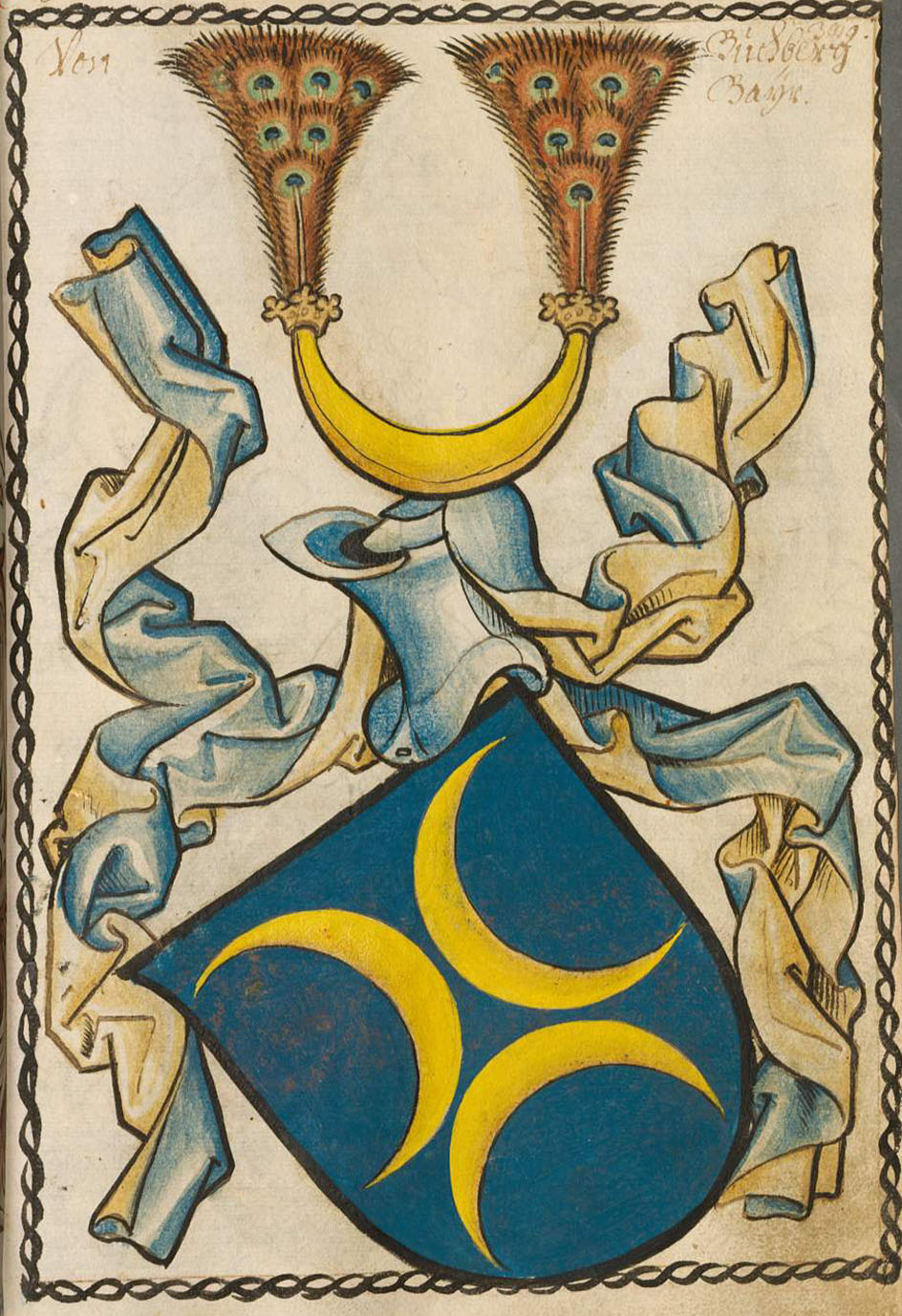
Wappen der Puchberger im Scheibler’schen Wappenbuch von 1450–1580

Die Burg stand bis 1504 auf den Hügeln nördlich von Ering. Im Landshuter Erbfolgekrieg wurde die Burg erneut zerstört, danach aber nicht mehr aufgebaut. Nach der Zerstörung Ernecks zogen die Pfleger endgültig nach Frauenstein um; davor hatten sich die dortigen Pfleger abwechselnd nach Frauenstein oder Erneck bezeichnet, z. B. Ulrich Fronhammer, Pfleger zu Erneck und Frauenstein (1435), Waltasar Rosenstingl Pfleger zu Frauenstein (1441), Waltasar Apfenthaler Pfleger zu Erneck und Frauenstein (1442), Haidraich Leberskircher zum Lichtenhag Pfleger zu d Frauenstein.
Das Pfleggericht Erneck-Ering ging 1508 an die B(P)aumgarten über. In Erneck war auch ein Kastenamt eingerichtet, dessen Vermarkung gegen das Landgericht Pfarrkirchen noch 1508 vorgenommen wurde.

## Beschreibung
Die in Ost-West-Richtung rund 200 Meter lange und von Norden nach Süden bis zu 100 Meter breite Burgstelle teilt sich in drei Bereiche auf. Vom nach Westen allmählich ansteigenden Vorgelände wird sie durch einen breiten und tiefen Graben getrennt. Dem Graben folgt ein halbmondförmiges Gelände, nach dem die kegelartige Erhebung der vermutlichen Hauptburg aufsteigt. Auf diesem Kegel, der auch die höchste Stelle der Burg bildete, befindet sich ein Plateau mit einem Durchmesser von 60 Meter, die Ränder sind steil geböscht. Im Norden wird das Plateau durch einen Graben mit vorgelegtem Wall geteilt. Am südöstlichen Spornhang wurde der Kernbereich durch einen Hanggraben zusätzlich gesichert. Beide Gräben münden in einen von Norden nach Süden verlaufenden, und tiefer als diese liegenden, tiefen Halsgraben, dessen beide Enden in den Hängen auslaufen. Durch diesen Graben wurde an der Ostspitze der Anlage auf einer kegelförmigen Erhebung ein weiteres Plateau mit einem Durchmesser von 30 bis 40 Meter gebildet.